# 陳真 (越南)
陳真（越南语：／；1470年—1518年）是越南後黎朝的一位將領。
陳真是慈廉縣羅寧社人，武舉，為都力士，封鐵山伯。1516年，陳暠作亂，攻破昇龍。陳真糾集鄉兵五六千人抗擊陳暠，與其部將潘乙大戰於射堆。他作戰極為英勇，被鄭惟產賞識，收為養子。
陳暠率敗兵逃出昇龍之後，因多士恃功在昇龍胡作非為，鄭惟㦃派陳真前往討伐，自己則率部討伐陳暠殘黨。鄭惟產中伏被殺，陳真奉黎昭宗之命前往討伐陳暠，大破之。
因鎮壓陳暠之亂有功，陳真受到黎昭宗的重用。1517年，永興伯鄭綏與安和侯阮弘裕不睦，被阮弘裕逐出昇龍。而鄭綏與鄭惟㦃同族，陳真便以阮弘裕逐鄭綏為藉口，出兵攻打阮弘裕。雙方大戰於昇龍，阮弘裕兵敗，逃往清化避難。陳真作書給鎮守山南的武川伯莫登庸，建議中途截殺之，但莫登庸沒有接受這個建議。
陳真驅逐阮弘裕後，駐守昇龍。在陳真的奏請下，黎昭宗令阮公度、莫登庸率水陸二軍討伐阮弘裕。弘裕逃到淳祐，作詩給莫登庸。於是莫登庸擁兵不戰，阮弘裕方得以倖免於難。
陳真的權勢越來越大，莫登庸也令其子娶陳真之女。黎昭宗對陳真的專權越來越不滿，有人誣稱陳真想篡位，勸昭宗儘快除掉他。1518年，昭宗詔陳真與其子陳智入宮中殺之。
其部將黃維岳、阮敬、阮盎興兵作亂，舉兵攻打昇龍。昭宗召莫登庸將他們擊敗。